# Алешин, Павел Алексеевич
Павел Алексеевич Алешин (р. 1990, Москва) — российский искусствовед, переводчик, поэт. Специалист по итальянскому Ренессансу.
Окончил исторический факультет МГУ им. М. В. Ломоносова; кандидат искусствоведения («Семья д’Эсте — покровители искусства и коллекционеры», 2016).
Работает в Музеях Московского Кремля, научный сотрудник.

### Монографии
- Династия д’Эсте. Политика великолепия. Ренессанс в Ферраре. М., Слово, 2020.

### Научные статьи
- Поздняя скульптура Микеланджело // «PER ASPERA». Сборник научных статей победителей конкурса студенческих работ исторического факультета МГУ имени М. В. Ломоносова. Вып.3 М., 2011. С.218-230.
- Произведения искусства в поэзии Аньоло Бронзино // «Актуальные проблемы теории и истории искусства». Сб.науч.статей. Вып. 2 / под ред. А. В. Захаровой. — СПб.: НП-Принт, 2012. С.255-260.
- Бенедетто Варки и теория искусства эпохи Чинквеченто // «Актуальные проблемы теории и истории искусства». Сб.науч.статей. Вып.3. / под ред. С. В. Мальцевой, Е. Ю. Станюкович-Денисовой. — СПб.: НП-Принт, 2013. С.375-380.
- «Пейзаж со сценами из жизни святых» Доссо Досси из ГМИИ им. А. С. Пушкина. Опыт интерпретации // Искусствознание. No3/4, 2013. М.: Государственный институт искусствознания, 2013. С.336-353.
- Письмо Бронзино о скульптуре и живописи // «Актуальные проблемы теории и истории искусства». Сб.науч.статей. Вып.4. / Под. ред. А. В. Захаровой, С. В. Мальцевой. — СПб.: НП-Принт, 2014. С.230-237.
- Микеланджело: художник и поэт // Итальянский сборник. Вып.7. Сб.ст. М.: 2015. С.85-98.
- Семья д’Эсте — покровители искусства и коллекционеры // Вестник Московского университета. Серия 8. История. No 2, 2015. С.111-118.
- Правители Феррары как покровители искусств. Рельефы Антонио Ломбардо для «алебастровых комнат» Альфонсо I д’Эсте // Искусствознание No 1-2/2015. М.: Государственный институт искусствознания, 2015. С.234-24
- Заметки о Микеланджело // Журнал Белорусского государственного университета. История. 2019; 2. C. 105—113.
- Скульптура и поэзия Бенвенуто Челлини // Клио. № 02 (182), 2022. С. 172—177.
- Изменения в социальном положении и самосознании ренессансных художников на примере ряда источников XIV—XVI веков // Клио. № 05 (185), 2022. С.13-19.
- Аньоло Бронзино — художник и поэт маньеризма // Итальянский сборник. Вып. 8. / Отв. ред.-сост. С.И. Козлова, Е.Д. Федотова. М.: РАХ, 2024. С.  265-286.
- Итальянский период творчества Пьетро Антонио Солари. Архитектура // Искусствознание. № 1’23: https://artstudies.sias.ru/upload/isk/isk_2023_1_38.pdf
- Скульптура Пьетро Антонио Солари: https://actual-art.org/files/sb/13/Aleshin.pdf
- Бернардино да Боргоманеро — Бернардино Родари? Попытка идентификации итальянского мастера, работавшего в Московском Кремле // Вестник сектора древнерусского искусства. 2022. № 2. С. 119—126.
- Ut pictura poesis: образ творчества Симоне Мартини в поэме Марио Луци «Земное и небесное странствие Симоне Мартини»: https://history.rsuh.ru/jour/article/viewFile/1350/1217
- П.А. Алешин. Новые сведения об Алевизе Фрязине (согласно новейшей итальянской историографии //  Вестник сектора древнерусского искусства. 2023. № 1: https://rusmedievalartbulletin.sias.ru/upload/vestnik/Vestnik_2023-1%20(1)-31-36_%D0%90%D0%BB%D0%B5%D1%88%D0%B8%D0%BD.pdf
- П.А. Алешин. Художники-маньеристы как поэты // Названо Вазари: Каталог триады выставок «Названо Вазари.  Готика.  Возрождение.  Маньеризм». Издательство ГМИИ им. А.С. Пушкина, 2024.

### Переводы
Переводит с итальянского (Данте Алигьери, Лудовико Ариосто, Торквато Тассо, Марио Луци и др.), испанского (Федерико Гарсиа Лорка, Рикардо Гуиральдес, Хорхе Луис Борхес, Альфонсина Сторни и др.), английского (Мэри Робинсон, Перси Биши Шелли и др.), китайского (Ли Бо, Ду Фу). Публиковал переводы в журналах «Наше наследие», «Носорог», «Слово\Word», «Prosodia», «Новый Берег», «Интерпоэзия», «Вестник Европы», «Вестник РХД», «Искусство кино».
В 2016 году переводы Алешина использовались в экспозиции Пушкинского музея на выставке «Рафаэль. Поэзия образа. Произведения из Галерей Уффици и других собраний Италии», на выставке «Аньоло Бронзино. Аллегорический портрет Данте» в Центре Вознесенского в 2022 году был использован его перевод сонета Бронзино.
Издания:
- Неизвестный Лорка. «Впечатления и пейзажи» и другие произведения. ISBN 978-5-4493-0703-3
- Альфонсина Сторни. Потерянная нежность. ISBN 978-5-4493-2584-6
- Лудовико Ариосто. Лирика. ISBN 978-5-4485-1267-4
- Торквато Тассо. Лирика. ISBN 978-5-4496-3198-5
- Гвидо Гвиницелли. Канцоны и сонеты. М., Водолей, 2023
- Лапо Джанни. Любовные песни. Перевод с итальянского Павла Алешина. М., Водолей, 2023.
- Мицкевич А. Зима мне снилась: переводы Павла Алешина. 2024: https://ridero.ru/books/zima_mne_snilas/

Отдельные произведения:
- Из поэзии 20 века
- Из поэзии Ренессанса // Вестник Европы. № 50, 2018. С.129-134.
- Висенте Алейсандре
- Лудовико Ариосто. Мадригалы Избранные сонеты
- Мария Белен Агирре Часть 2
- Борхес
  - «Каждый вечер — это дверь»
  - Из сборника «Для шести струн»
  - Там, где мой прах. Переводы из Хорхе Луиса Борхеса // Интерпоэзия
  - Подборка переводов из Хорхе Луиса Борхеса в журнале Prosodia (2017 год)
- Поэзия Аньоло Бронзино. Перевод, комментарии и послесловие: Павел Алешин // Носорог № 3, весна-лето 2015. С.113-126.
- Рауль Гонсалес Туньон
- Стихотворения Натальи Гончаровой (перевод с французского) // Наше наследие № 109. «Наше наследие», 2014. С.23-24.
- Рикардо Гуиральдес. Из книги «Стеклянный колокольчик» // Иностранная литература. 2020, № 5.
- Рикардо Гуиральдес. Мистические стихотворения // Вестник РХД. № 212. С. 240–245
- Данте Алигьери (?). Из поэмы «Цветок»
- Субхрасанкар Дас
- Алесь Дудар
- Хулио Кортасар
- Нора Ланге
- Франческо Ландини
- Ли Бо и Ду Фу
- Эухенио Лопес Арриасу, часть 2
- Лорка
  - Христос. Религиозная трагедия. // Новый Берег No 54 (2016):
  - Путешествие на луну // Искусство кино, № 3-4, 2018.
  - «Диван Тамарита»
  - Ода Святейшему Таинству Алтаря // Слово / Word № 90
  - Малоизвестные произведения Федерико Гарсиа Лорки
  - Призрак серебра живого
  - Впечатления и пейзажи: Авила. Постоялый двор в Кастилии. Ла-Картуха
- Марио Луци. Глава из поэмы «Земное и небесное странствие Симоне Мартини»
- Микеланджело Буонаротти
- Мойро, Мелинно, Носсида — древнегреческие поэтессы
- Пабло Неруда
- Франческо Петрарка. Покаянные псалмы // Вестник РХД. № 207, 2017.
- Мэри Робинсон. Сафо и Фаон
- Денеш Седэ
- Альфонсина Сторни. Потерянная нежность Верлибры Стихи о любви
- Торквато Тассо. Слезы Пресвятой Девы Стихи к Лукреции Бендидио Тассо и музыка
- Генри Кирк Уайт
- Шелли. Часть 1 Часть 2 К Джейн
- Адам Мицкевич. Лозаннские стихи. Перевод с польского и вступление П. Алешина // Иностранная литература. 2023. № 9. С. 253-257.
- Сонеты Рафаэля Санти: https://rosa-mundi.ru/section/raffaello_sanzio

### Стихи
Автор книг стихов:
- Танцы Атиктеи, ISBN 978-5-4474-7905-3
- Россыпи звезд, ISBN 978-5-4485-2739-5
- Ветер, ISBN 978-5-4496-0449-1
- Концерт для одного голоса и тишины. Книга стихов. ISBN 9785449821386.
- Тихий свет. Книга стихов. ISBN 978-5-00-566951-3

Стихотворения
- Четыре маленькие поэмы
- Стихотворения
- Россыпи звезд
- Десять дыханий весны. Сказка об Алонсо Храбром
- Зимнее. Снежный свет
- Античные мотивы